# Área de Conservação da Paisagem de Kaali
A Área de Conservação da Paisagem de Kaali é um parque natural situado no Condado de Saare, na Estónia.
A sua área é de 39 hectares.
A área protegida foi designada em 1938 para proteger a cratera de Kaali e os seus arredores. Em 1959 ocorreu a reformulação da área e, em 2000, as fronteiras foram alargadas.